# Gouverneurswahl in New York 1828
Die Gouverneurswahl in New York von 1828 fand zwischen dem 3. und 5. November 1828 statt, es wurden der Gouverneur und der Vizegouverneur von New York gewählt.

## Kandidaten
Martin Van Buren trat mit Enos T. Throop als Running Mate für die Demokratische Partei an. Smith Thompson trat mit Francis Granger für die National Republican Party an und Solomon Southwick mit John Crary für die Anti-Masonic Party.

## Ergebnis
| Bild   | Kandidat          | Partei                    | Stimmen | Stimmen  |
| Bild   | Kandidat          | Partei                    | Anzahl  | Prozent  |
| ------ | ----------------- | ------------------------- | ------- | -------- |
|        | Martin Van Buren  | Demokratische Partei      | 136.794 | 49,46 %  |
|        | Smith Thompson    | National Republican Party | 106.444 | 38,49 %  |
|        | Solomon Southwick | Anti-Masonic Party        | 33.345  | 12,06 %  |
| Gesamt | Gesamt            | Gesamt                    | 276.583 | 100,00 % |